# Asenvågøy fyr
Asenvågøy fyr (norsk:Asenvågøy fyrstasjon) er et fyr som ligger nord på Asen, omkring 9 km nordvest for Lysøysund i Bjugn kommune i Sør-Trøndelag fylke i Norge.
Fyret stod færdig i 1921 og blev oprettet for at sikre trafikken under sildefiskeriet mellem Stoksund og Lysøysundet. Fyret har en unik havn hvor man kan lægge til uanset vejret.
6. oktober 1975 blev fyret automatiseret og derfor uden mandskab. Stiftelsen Frohavet har i dag overtaget driften af fyret og om sommeren er der i perioder omvisning på fyret.